# تاريخ هندوراس (1982 إلى الوقت الحاضر)
يزخر التاريخ الحديث للهندوراس باختفاءات واسعة النطاق لأعضاء نقابة العمال ذوي الاتجاهات اليسارية والطلاب وآخرين غيرهم. صادق المجلس التشريعي على دستور جديد في عام 1982، وسيطر الحزب الليبرالي الهندوراسي التابع للرئيس روبرتو سوازو كوردوفا على رئاسة البلاد. اعتمد الرئيس سوازو على الدعم الأمريكي -الذي تضمن مشاريع تنمية اقتصادية واجتماعية مثيرة للجدل وتحت رعاية الوكالة الأمريكية للتنمية الدولية- خلال فترة من الركود الاقتصادي الحاد. وفقًا لوزارة الخارجية الأمريكية، «فقد أصبحت الهندوراس مستضيفةً لأوسع مهمة لفرق السلام في العالم، وتزايدت على إثر هذا أعداد الوكالات الدولية التطوعية والمنظمات غير الحكومية».
مع اقتراب موعد الانتخابات في عام 1985، فسر الحزب الليبرالي الهندوراسي قانون الانتخابات على أنه يسمح بترشيح أعضاء متعددين للرئاسة من الحزب الواحد. أعلن هذا الحزب النصر بعد تفوق مرشحيه للرئاسة بصورة مجتمعة (الذين حصدوا 42% من الأصوات) على المرشح رافاييل ليوناردو كاييخاس روميرو عن الحزب الوطني لهندوراس. تولى خوسيه أسكونا دل هويو الرئاسة في عام 1986، بعد حصوله على أعلى عددٍ من الأصوات من بين مرشحي الحزب الليبرالي الهندوراسي. بمباركة من القوات الهندوراسية المسلحة، أخرجت حكومة أسكونا من السلطة، ويُعدُّ هذا كأول انتقال سلمي للسلطة من رئيس مدني إلى رئيس مدني آخر خلال السنوات الثلاثين المنصرمة.
فاز المرشح الوطني رافاييل ليوناردو كاييخاس روميرو بالانتخابات الرئاسية اللاحقة وتولى الحكم في عام 1990. تضخم العجز المالي للبلاد خلال السنة الأخيرة من حكم الرئيس كاييخاس. تنامى السخط الشعبي تجاه ارتفاع تكلفة المعيشة وتفشي الفساد الحكومي ما دفع الناخبين في عام 1993 إلى انتخاب المرشح كارلوس روبرتو رينا عن الحزب الليبرالي وفوزه بمجموع 56% من الأصوات. انتُخب الرئيس رينا على أساس منهجه الداعي إلى «ثورةٍ أخلاقية»، إذ حاكم الفاسدين ولاحق المسؤولين عن انتهاك حقوق الإنسان في ثمانينيات القرن العشرين. أسس الرئيس رينا مكتبًا حديثًا للادعاء العام وقوات شرطة خاصة بالتحقيقات، وزاد من الرقابة المدنية على القوات المسلحة، وحوّل قوات الشرطة من السلطة العسكرية إلى السلطة المدنية، وأنعش الحالة المالية للبلاد.
تولى المرشح الليبرالي للرئاسة كارلوس روبرتو فلوريس الحكم في عام 1998. دشن فلوريس مجموعةً من الإصلاحات وأضفى طابعًا عصريًا على الحكومة والاقتصاد الهندوراسي، مع التركيز على مساعدة المواطنين الهندوراسيين الفقراء والحفاظ على الحالة المالية للبلاد وتحسين قدرة الدولة التنافسية على الصعيد الدولي. في أكتوبر من عام 1998، اجتاح إعصار ميتش دولة الهندوراس، مخلفًا أكثر من 7000 قتيل و1.5 مليون شخص من النازحين. بلغ مجموع الخسائر المالية الناتجة عن هذا الإعصار نحو 3 مليارات دولار أمريكي.
فاز المرشح ريكاردو مادورو عن الحزب الوطني لهندوراس بالانتخابات الرئاسية لعام 2001، وتولى زمام الحكم في عام 2002. نشر مادورو قوات مشتركة من الجيش والشرطة ودوريات تجوب الأحياء لمكافحة الجرائم والعصابات. دعم الرئيس مادورو الحرب ضد الإرهاب بقوة واشترك مع قوات التحالف في العراق بقيادة الولايات المتحدة الأمريكية، وذلك عن طريق مساهمته بـ370 جنديًا لمدة أحد عشر شهرًا. تفاوضت وصادقت الهندوراس تحت قيادة مادورو على اتفاق التجارة الحرة بين الجمهورية الدومينيكية وبلدان أمريكا الوسطى، وحصلت على تخفيف لديونها، وأصبحت أول دولة في أمريكا اللاتينية توقع على ميثاق لإنشاء حساب لتحدي مواجهات الألفية مع الولايات المتحدة الأمريكية، ودعمت مبدأ تكامل دول أمريكا الوسطى.
فاز المرشح خوسيه مانويل زيلايا روسالس عن الحزب الليبرالي بالانتخابات الرئاسية في 27 نوفمبر من عام 2005 بفارق 4% فقط عن منافسيه، وهو أقل فارق في تاريخ الانتخابات الهندوراسية. كان شعار الحملة الانتخابية لزيلايا هو «سلطة المواطن»، وتعهد بزيادة الشفافية الحكومية ومحاربة تجارة المخدرات، مع المحافظة على توازن الاقتصاد الكلي. فاز الحزب الليبرالي بـ62 من أصل 128 مقعدًا في مجلس النواب، متخلفين عن الغالبية المطلقة بفارقٍ قليلٍ من المقاعد.

## الهندوراس بين السياسة الأمريكية وأزمة دول أمريكا الوسطى

### حكومة سوازو كوردوفا: السياسات الاستبدادية في ظل المؤسسة العسكرية
تولى الرئيس روبرتو سوازو كوردوفا زمام الحكم في وقت هيجانٍ سياسي شديد في دول أمريكا الوسطى. أرادت الولايات المتحدة الأمريكية إيقاف أو ردع ما اعتبرته القوات الموالية للسوفيتيين في المضيق الهندوراسي. استمر التمرد اليساري التابع لجبهة فارابوندو مارتي للتحرير الوطني (بالإسبانية: Frente Farabundo Martí de Liberación Nacional) في السلفادور لما يقارب السنتين، ولم تُحسم نتيجة الصراع في ذلك البلد. في دولة نيكاراغوا، أسست الجبهة الساندينية للتحرير الوطني (بالإسبانية: Frente Sandinista de Liberación Nacional) سياسات ديمقراطية اشتراكية، محققةً لنجاحٍ هائلٍ في إنعاش الغالبية الفقيرة في البلاد. جذبت الهندوراس -بحكم أنها فقيرة الموارد، ومفتقرة للعادات الديمقراطية، وواقعة استراتيجيًا بين حكومتين ثوريتين- انتباه الأمريكيين ورغبتهم للتدخل فيها.
كان سوازو كوردوفا، وهو طبيب ريفي من إحدى قرى مدينة لاباز، أحد المتمرسين في الصراع السياسي الهندوراسي، لكنه افتقر إلى الخبرة اللازمة التي تؤهله لشغل منصب أممي كمنصب رئيس الجمهورية. شدد نهجه الأولي تجاه مسألة الدور الهندوراسي السياسي على التعايش المشترك بدلًا من المواجهة المباشرة. انعكس هذا النهج على الموقف التاريخي السلبي للهندوراس في شؤونها الدولية والإقليمية والمُراعي لتوازن القوى الإقليمية، والتي لم تكن مواتية للهندوراس. شدد سوازو كوردوفا في خطابه الافتتاحي بعد توليه لمنصب الرئيس على حق تقرير المصير ورغبته في اتخاذ موقف محايد تجاه الاضطرابات الإقليمية القائمة.
تماشيًا مع هذا النهح الاسترضائي، اقترح وزير الخارجية الهندوراسي آنذاك، إيدغاردو باز بارنيكا، خطة سلام وقدمها إلى المجلس الدائم لمنظمة الدول الأمريكية في 23 مارس 1982، والتي تضمنت ست نقاط: نزع السلاح من دول أمريكا الوسطى عامةً، وتقليل عدد المستشارين الأجنبيين العسكريين وغيرهم (مثلت نقطة خلاف مع حكومة نيكاراغوا في حينها)، وإشراف دولي على توقيع اتفاقية نهائية، ووضع حد لتجارة الأسلحة الإقليمية، واحترام الحدود المرسومة والمحددة، وتأسيس منتدىً دائم للحوار متعدد الأطراف. دُعم المقترح بشكل ضعيف من قبل دول أمريكا الوسطى عامةً ودولة نيكاراغوا خاصةً.
بدأت حكومة سوازو كوردوفا تدريجيًا باعتبار الجبهة الساندينية للتحرير الوطني (التي تُعرف باسم «الساندينيون») كقوة معرقلة ومخربة وساعية إلى النيل من الاستقرار السياسي في الهندوراس عن طريق الترهيب وبث الإشاعات وتقديم العون المباشر للمتمردين. تزامن توافق الحكومة الهندوراسية والقوات المسلحة على هذه النقطة مع التوسع الهائل للدور الذي تلعبه الولايات المتحدة الأمريكية في الهندوراس من خلال تقديم الاستشارات السياسية وتزويد الجيش بالأسلحة والعتاد وتقديم المساعدات الاقتصادية.
برز العميد الركن غوستافو ألفاريز مارتينيز، الذي تولى منصب القائد العام للقوات المسلحة في يناير من عام 1982، كمتشددٍ ضد الساندينيين. صرح علانيةً أن الهندوراس «في حربٍ حتى الموت» مع نيكاراغوا، وآمن بأن من الواجب خضوع هذه الحرب لإشراف من قبل تحالف ثلاثي لدول غواتيمالا والسلفادور والهندوراس. اعتقد بعض المراقبين امتلاك ألفاريز لأسلوب آخر في سياسته المعادية للشيوعية وهي عن طريق المراقبة المحلية المستترة وتنفيذ إعدامات خارج نطاق القانون. أعطى التدريب الذي تلقاه ألفاريز في الأرجنتين (حيث شاعت أساليب «الحرب القذرة» في سبعينيات القرن العشرين) مصداقية لتُهم الإخفاء القسري وأساليب مضايقة أخرى كانت قد مورسَت ضد اليسار الهندوراسي.